# Пластинчатая гидромашина
Пластинчатая гидромашина (пластинчато-роторная, шиберная, коловратная гидромашина) — роторная объёмная гидромашина, вытеснителями в которой являются две и более пластин (шиберов). Термин «пластинчатые гидромашины» не следует путать с термином «лопастные гидромашины», поскольку, согласно принятой в настоящее время терминологии, термин «лопастные гидромашины» закреплён за машинами гидродинамического типа.

Пластинчатая гидромашина с двумя пластинами. Такая гидромашина может быть только нерегулируемой, поскольку ротор обязательно должен быть прижат к статору для изоляции друг от друга полостей высокого и низкого давления

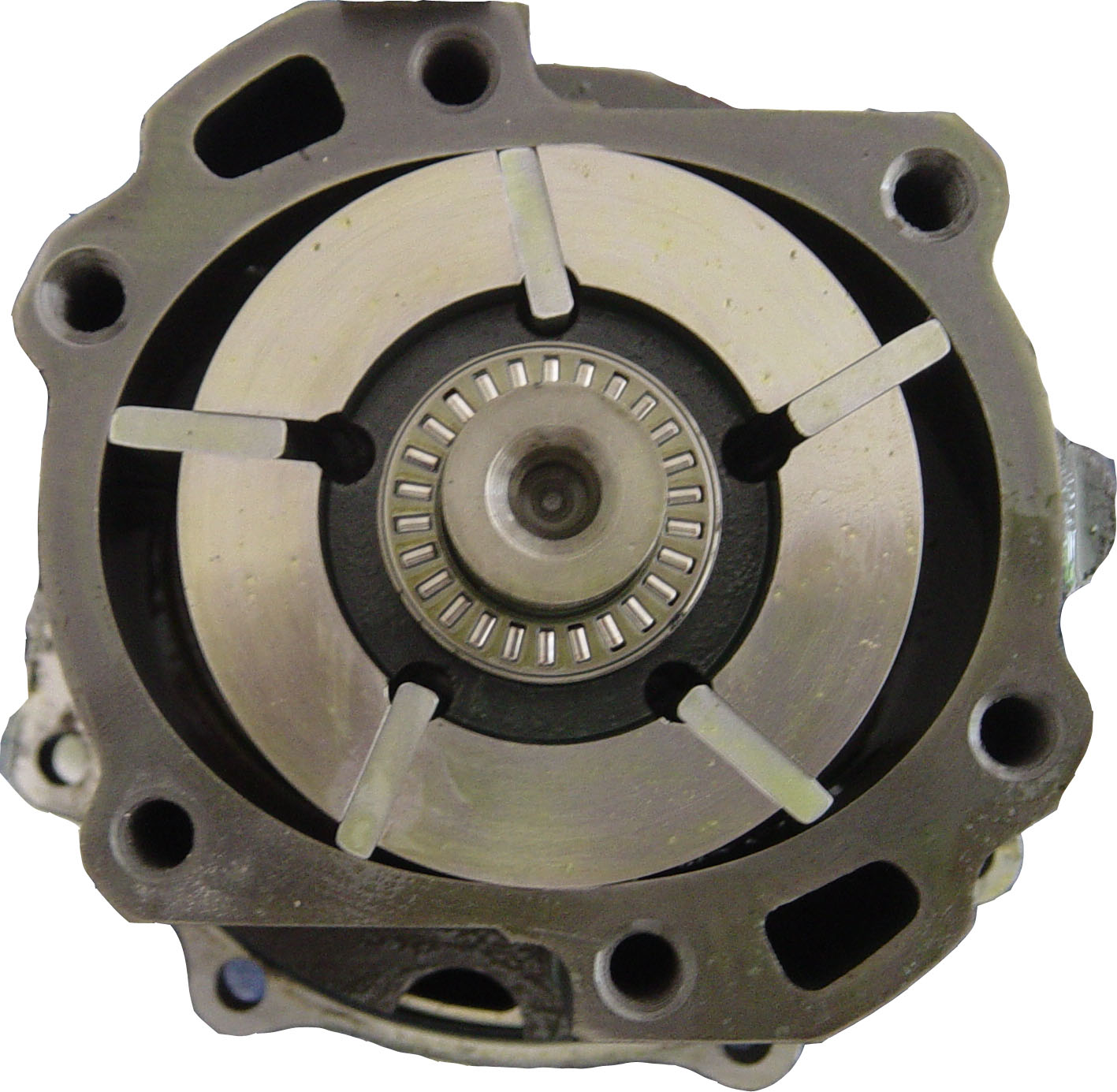
Пластинчатый насос двукратного действия, предназначен для гидроусилителя руля. Пластины направлены немного вперёд по направлению вращения ротора для уменьшения изгибающих моментов, действующих на пластины; такая конструктивная особенность позволяет уменьшить вероятность заклинивания пластин и увеличить их максимальный ход, а значит и рабочий объём

## Устройство и принцип действия

Принцип работы пластинчатого насоса однократного действия

Изготавливают пластинчатые гидромашины однократного действия и двукратного действия. Известны также гидромашины многократного действия. В машинах однократного действия за один оборот вала гидромашины процесс всасывания и нагнетания осуществляется один раз, в машинах двукратного действия — два раза.
Пластинчатые насосы могут использоваться в режиме гидромотора только в том случае, если в пространстве под пластинами расположены пружины, осуществляющие прижим пластин к корпусу статора. При отсутствии таких пружин насос не является обратимым.
Принцип работы насоса однократного действия состоит в следующем. При сообщении вращающего момента валу насоса ротор гидромашины приходит во вращение. Под действием центробежной силы (или под действием силы упругости пружин, находящихся под пластинами) пластины прижимаются к корпусу статора, в результате чего образуется две полости, герметично отделённых друг от друга. Объём одной из полостей постепенно увеличивается (в эту полость происходит всасывание), а одновременно с этим объём другой полости постепенно уменьшается (из этой полости осуществляется вытеснение рабочей жидкости).

Рисунок, поясняющий принцип работы пластинчатой гидромашины с двумя пластинами

Изменение рабочего объёма в процессе работы возможно осуществлять только в машинах однократного действия. Однако в таких гидромашинах со стороны полости высокого давления на ротор действует постоянная радиальная сила, что приводит к более быстрому износу деталей гидромашины. В машинах двукратного действия полостей высокого давления две, и радиальные силы скомпенсированы друг другом.
Изменение рабочего объёма (регулирование гидромашины) осуществляется путём изменения эксцентриситета — величины смещения оси ротора относительно оси статора.
Пластинчатые гидромашины способны работать при давлениях до 14 МПа, рекомендуемые частоты вращения обычно лежат в пределах 1000—1500 об/мин.
В сравнении с шестерёнными, пластинчатые гидромашины создают более равномерную подачу, а в сравнении с роторно-поршневыми и поршневыми гидромашинами — дешевле, проще по конструкции и менее требовательны к фильтрации рабочей жидкости.
Пластинчатые гидромашины широко применяются в системах объёмного гидропривода (например, в приводе металлорежущих станков).

## Достоинства
- сравнительно низкая пульсация подачи (для насосов) и расхода (для гидромотора);
- достаточно низкий уровень шума (в сравнении, например, с шестерёнными гидромашинами);
- принципиальная возможность реализовать регулируемость рабочего объёма;

## Недостатки
- сложность конструкции и низкая ремонтопригодность;
- довольно низкие рабочие давления.
- залипание пластин при низких температурах
- высокий уровень шума при работе